# Victor Deviolaine
Pour les articles homonymes, voir Deviolaine.
Victor Émile Deviolaine, né le 18 septembre 1833 à Prémontré (Aisne) et mort le 11 juin 1913 à Cuffies (Aisne), est un homme politique français.

## Biographie
Victor Deviolaine est le neveu de Paul Deviolaine et le petit-fils de César Auguste Niay. Il devient maitre de verreries à Vauxrot en en 1857. Il entre en 1867 dans le conseil d'administration de la sucrerie de Vauciennes et en devient le président en 1888.
Deviolaine devient maire de Cuffies en 1860 et conseiller général du canton d'Oulchy en 1871 et jusqu'à sa mort. Il est député de l'Aisne de 1876 à 1877. Élu comme constitutionnel, il passe rapidement à droite. Il est battu en 1877. Il est aussi conseiller d'arrondissement. Il devient par la suite juge puis président du tribunal de commerce de Soissons, dont il est aussi conseiller municipal jusqu'à sa mort. Il dirige une fabrique de bouteilles de champagne de 400 ouvriers à Vauxrot. Il est médaille d'or à l'Exposition universelle de 1889 et obtient un diplôme d'honneur à l'exposition de Bruxelles en 1897.
En 1897, il est aussi le président de la Société d'horticulture de l'arrondissement, membre du Conseil départemental de l'enseignement primaire, délégué cantonal depuis 1867, membre de la commission administrative de l'asile départemental d'aliénés.

## Décorations
- Chevalier de la Légion d'honneur (31 décembre 1897)

## Sources
- « Victor Deviolaine », dans Adolphe Robert et Gaston Cougny, Dictionnaire des parlementaires français, Edgar Bourloton, 1889-1891 [détail de l’édition]